# Zubčice
Zubčice település Csehországban, a Český Krumlov-i járásban. Zubčice Zvíkov, Velešín, Mojné, Věžovatá Pláně, Mirkovice és Netřebice településekkel határos. Lakosainak száma 440 fő (2024. január 1.).

## Népesség
A település lakosságának változását az alábbi diagram mutatja:
| Lakosok száma | 570  | 646  | 663  | 462  | 389  | 375  | 413  | 426  | 439  | 440  |
|               | 1869 | 1890 | 1921 | 1950 | 1980 | 2001 | 2017 | 2019 | 2022 | 2024 |